# Miguel Caneo
Miguel Eduardo Caneo (General Roca, 17 de agosto de 1983) é um futebolista profissional argentino que atua como meia.

## Carreira
Miguel Caneo se profissionalizou no Boca Juniors.

### Boca Juniors
Miguel Caneo integrou o Boca Juniors na campanha vitoriosa da Libertadores da América de 2003.

## Títulos
Boca Juniors
- Primera Division Argentina: Apertura 2003
- Taça Libertadores da América: 2003